# سایاکا کیتاهارا
سایاکا کیتاهارا (انگلیسی: Sayaka Kitahara؛ زادهٔ ۲۹ نوامبر ۱۹۹۳) خواننده، صداپیشه، و بازیگر اهل ژاپن است.